# لويس غوستافو كارفاليو سواريس
لويس غوستافو كارفاليو سواريس (3 سبتمبر 1968 بريو دي جانيرو في البرازيل - ) هو لاعب كرة قدم برازيلي في مركز الوسط. لعب مع بوتافوغو ريغاتاس ونادي إنترناسيونال ونادي بنفيكا ونادي ريو برانكو ونادي كروزيرو ونادي ماريتيمو وRio Branco Sport Club ‏.

## وصلات خارجية
- لويس غوستافو كارفاليو سواريس على موقع قاعدة بيانات كرة القدم.إي يو (الإنجليزية)
- لويس غوستافو كارفاليو سواريس على موقع عالم كرة القدم.نت (الإنجليزية)